# Unterdietfurt
Unterdietfurt é um município da Alemanha, situado no distrito de Rottal-Inn, no estado da Baviera. Tem 27,49 km² de área, e sua população em 2019 foi estimada em 2.089 habitantes.